# Les 'S' Pions
Pour plus de détails, voir Fiche technique et Distribution.
Les 'S' Pions (S*P*Y*S) est un film d'espionnage américain réalisé par Irvin Kershner et sorti en 1974.

## Synopsis
Deux espions finissent par être pourchassés par la CIA, le KGB et un groupe d'anarchistes après qu'une mission bâclée ait invoqué un pacte non écrit « cadavre pour cadavre ».

## Fiche technique
- Titre : Les 'S' pions
- Titre original : S*P*Y*S
- Réalisation : Irvin Kershner
- Scénario : Lawrence J. Cohen, Fred Freeman et Malcolm Marmorstein
- Musique : Jerry Goldsmith et John Scott
- Photographie : Gerry Fisher
- Montage : Robert Lawrence et Keith Palmer
- Production : Robert Chartoff et Irwin Winkler
- Société de production : American Film Properties, Dymphana, EMI Film Productions et 20th Century Fox
- Société de distribution : 20th Century Fox (États-Unis)
- Pays de production :  États-Unis
- Genre : Comédie, action et espionnage
- Durée : 87 minutes
- Dates de sortie : 
  - États-Unis : 28 juin 1974
  - France : 2 octobre 1974

## Distribution
- Donald Sutherland (VF : Claude Giraud) : Bruland
- Elliott Gould (VF : Jacques Balutin) : Griff
- Zouzou : Sybil
- Xavier Gélin : Paul
- Joss Ackland (VF : René Arrieu) : Martinson
- Vladek Sheybal : Borisenko
- Michael Petrovitch : Sevitsky
- Shane Rimmer : Hessler
- Kenneth Griffith : Lippet
- Pierre Oudrey : Un révolutionnaire
- Kenneth J. Warren : Grubov
- Jacques Marin : Lafayette
- Jeffrey Wickham : Seely
- Nigel Hawthorne : Croft
- John Bardon : Evans